# گیتی دیهیم
گیتی دیهیم (۱۶ خرداد ۱۳۱۳ – ۲۶ آبان ۱۳۹۴) زبان‌شناس ایرانی و استاد گروه فرانسه دانشگاه شهید بهشتی بود. 

## زندگی
او مؤلف فرهنگ آوایی فارسی و از شاگردان آندره مارتینه، زبان‌شناس نامدار فرانسوی بود. او را نخستین زن زبان‌شناس ایرانی می‌دانند. آثارش عمدتاً در حوزهٔ زبان فرانسه، خرده‌گویش‌های منطقهٔ قصران، و زبان‌های باستانی است. گیتی دیهیم در دانشگاه تحت تأثیر استادان خود صادق کیا، پرویز ناتل خانلری و احسان یارشاطر، به حوزهٔ زبان‌شناسی علاقه‌مند شد.
او دکتریِ خود را در حوزهٔ زبان‌شناسی از دانشگاه سوربن فرانسه گرفت و بیش از ده‌ها کتاب و مقاله در زمینهٔ زبان فرانسه و زبان‌های باستانی ترجمه و تألیف کرد.

## آثار
- واژه‌شناسی فرانسه، گیتی دیهیم، آنماری موثقی، گروه تخصصی زبان و ادبیات فرانسه (زیرنظر)، تهران: مرکز نشر دانشگاهی
- آواشناسی فرانسه، مهوش قَویمی، گیتی دیهیم، تهران: مرکز نشر دانشگاهی ۱۳۸۰
- تصویر دیگری: تفاوت از اسطوره تا پیش‌داوری، کاترینا استنو، گیتی دیهیم (مترجم)، تهران: مرکز بین‌المللی گفتگوی تمدن‌ها
- بررسی خرده‌گویش‌های منطقهٔ قصران به انضمام واژه‌نامهٔ قصرانی، گیتی دیهیم، تهران: فرهنگستان زبان و ادب فارسی
- زبان‌شناسی فرانسه، گیتی دیهیم، تهران: مرکز نشر دانشگاهی
- اطلس گویش‌شناختی قصران داخل، گیتی دیهیم، تهران: سروش
- فرهنگ آوایی فارسی، گیتی دیهیم، تهران: فرهنگ معاصر، ۱۳۷۹
- واج‌شناسی، ژان‌لویی دوشه | گیتی دیهیم، تهران: انتشارات صدا و سیمای جمهوری اسلامی ایران (سروش)، ۱۳۷۹
- فرانسهٔ نیمه‌تخصصی: برای رشته‌های ادبیات، زبان‌شناسی، هنر و معماری، گیتی دیهیم | آنماری موثقی | گلناز رعدی‌آذرخشی، شیراز: مرکز نشر دانشگاه شیراز، ۱۳۶۵
- زبان‌شناسی کاربردی و علم آموزش زبان، دنی ژیرار | گیتی دیهیم | رضا زمردیان | عبدالرحمن رزندی، شیراز: مرکز نشر دانشگاه شیراز، ۱۳۶۵
- پنج داستان، آنماری موثقی | گیتی دیهیم، تهران: کتاب برای همه، ۱۳۶۵
- اصول زبان‌شناسی عمومی، آندره مارتینه | علاء‌الدین گوشه‌گیر | گیتی دیهیم | رضا زمردیان | نصرالله امامی، اهواز: دانشگاه شهید چمران، ۱۳۷۸